# Deric Wan
Deric Wan Siu-lun (n. 18 de noviembre de 1964) es un actor, cantante y compositor hongkonés, trabajó como actor en muchas películas y series de televisión y lanzó varios álbumes discográficos. También interpretó temas musicales para series de televisión, incluyendo un dueto con Nadia Chan, con una canción titulada "Yat Saang ho kau" (一生何求), que fue interpretada para las series  Looking Back in Anger y The Breaking Point. Wan ha trabajado para la red TVB, en un circuito cerrado de televisión. Actualmente trabaja en la red STTV.

## Filmografía
- Radio Tycoon (1983)
- City Japes (1986)
- Friends and Enemies (1988)
- Lemon Husband (1988)
- The Legend of Master Chan (1988)
- War of the Dragon (1989)
- Looking Back in Anger (1989)
- Triangular Entanglement (1990)
- Blood of Good and Evil (1990)
- The Cop Story (1990)
- The Legend of Dragon Pearl (1990)
- On the Edge  (1991)
- One Step Beyond  (1991)
- The Breaking Point (1991)
- The Commandments (1992)
- Vengeance (1992)
- The Thief of Time (1992)[1]
- Royal Tramp (1992)
- Royal Tramp II (1992)
- All About Tin   (1993)
- Heroes from Shaolin (1993)
- Call of 93 (1993)
- Legend of the Liquid Sword (1993)
- The Wild Lover (1994)[2]
- Conscience (1994)[3]
- A Good Match From Heaven (1995)
- Hope (1995)[4]
- Outburst (1996)[5]
- So Close (2001)
- Double Crossing (2001)
- Golden Faith (2002)
- Good Against Evil (2002)
- The Legend of Love (2002)
- Twin Sisters (2003)
- Heroes From The Dark (2003)
- At Dolphin Bay (2003)
- The Vigilante In The Mask (2004)
- Grey Coloured Road (2004)
- 100% Senorita (2004)
- Misleading Track (2005)
- Wu Guo Jie Xing Dong (2006)
- Li Wei Ci Gwan (2006)
- Da Qi Ying Xiong Zhuan (2007)
- Da Ming Yi Sheng Li Shi Zhen (2009)